# Спиридон Гопчевич
Спиридон Гопчевич (на сръбски: Спиридон Гопчевић или Spiridon Gopčević), известен и с псевдонима си Лео Бренер, е австрийски журналист, астроном, етнограф от сръбски произход, както и сръбски дипломат. Австрийски поданик, но счита себе си преди всичко за сърбин и отстоява сръбската кауза.
Известен е в България с труда си „Стара Сърбия и Македония“, в който твърди, че македонските българи са сърби.

## Биография
Гопчевич е роден на 9 юли 1855 година в град Триест, който тогава е главен град на Австрийското поморие от Австрийската империя. Баща му Спиридон е сред най-големите корабовладелци в региона, по произход от село Поди край Херцег Нови, а майка му Луиза Еменов е от Виена. След като се разорява, баща му се самоубива, когато Спиридон е на 6 години.
Основно училище завършва в Триест, а в 1873 година – класическа гимназия в Мелк. Изпратен е да учи във Виена в търговско училище и консерватория. След смъртта на майка си прекъсва образованието си и става журналист, военен репортер.
През 1870-те години е в Черна гора и изгражда първия урбанистичен план на Цетине. Участва като доброволец във въстанието в Босна и Херцеговина в 1875 и в Черногорско-османската война в 1876 година. Влиза в конфликт с княз Никола I. Публикува доклад „Черна гора и черногорците“ на немски език.
Като кореспондент на „Виенер Алгемайне Цайтунг“ заминава в Албания и отразява работата на Албанската лига и нейната съпротива на решенията на Берлинския конгрес. В резултат на тази експедиция пише „Горна Албания и нейната лига“. Отразява въстанието от 1882 година в Бока Которска и Херцеговина, както и Египетската криза. В 1885 година като дописник на „Берлинер Тагблат“ отразява Сръбско-българската война и в резултат пише „България и Източна Румелия“.
Постъпва в дипломатическата служба на Сърбия и служи като сръбски аташе в Берлин (1886-1887) и Виена (1887-1890).
„Първото посѣщение направихъ на Австрийския консулъ Господинъ Шмукъ, който ме прие сѫщо тъй любезно, както и неговитѣ колеги въ Битоля и Янина. Той е билъ по-прѣди въ Скутари (Албания) и тамъ научилъ и албанския езикъ. Той се запозналъ тамъ съ албанолога г-нъ Густавъ Майеръ, като съжеляваше, за дѣто се е спрѣлъ тамъ само единъ день. Като го запитахъ за Гопчевичъ, каза ми, че той никога не е бивалъ въ Призрѣнъ, дѣто господинъ Шмукъ се е бавилъ дълго врѣме; той се съмнява много върху сѫществуванието на личностьта Петровъ (българинъ), когото Гопчевичъ въ своята „стара Сърбия и Македония" вмъква въ една такъва смѣшна роля. Въ Солунъ потърсиха да се научатъ нѣщо върху личностьта Петровъ и българскитѣ учители, но не открили нищо. Никога на нѣмски не е отпечатано такова съчинение, което подъ булото на нѣкаква научность, дава на свѣта толкова груби лъжи и което е написано на такъвъ надмененъ и отчасти простъ езикъ, щото при четението човѣкъ се възмущава, като вижда какъ по единъ безсраменъ начинъ разсѫждава върху заслужилитѣ хора, като Barth, Griesebach и Hahn. Нѣма нужда да се впущамъ въ повече подробность, защото на познавачитѣ е извѣстно отдавна, че това произведение е босо и тенденциозно.“

По поръчка и с пари на сръбското правителство в 1888 година обикаля България и Македония и в 1889 година публикува „Македония и Стара Сърбия“, в която се опитва да докаже сръбството на славяните в Македония. Разглежда Сърбия като стожер на южното славянство и смята, че трябва да се образува голяма сръбска държава. По повод на книгата му чешкият историк Любор Нидерле пише: 
| „ | Сръбският шовинизъм в тези години достигна своя връх в лицето на Спиридон Гопчевич, сръбски журналист, който от това време стана тип на публицист, какъвто не трябва да бъде... Характерът на Гопчевичовата книга носеше върху си печат на такъв шовинизъм, шантаж и на такава очевидна неверност, че от всички обективни хора биде едногласно осъдена... | “ |

В 1889 година издава във Виена списанието „Ди Велт“ и редактира ежедневника „Виенер Тагеспост“. Прекарва известно време в затвора заради антиправителствени статии и след като излиза на свобода в 1893 година, решава да се откаже от журналистическата кариера.
В същата 1893 година с правителствени пари основава обсерваторията „Манора“ на остров Лусинпиколо (днес: Мали Лошин, Хърватия), която е наречена на жена му – богата австрийска благородничка, и я управлява до 1909 година. В обсерваторията Гопчевич използва 17,5 cm рефракторен телескоп за наблюдения на Марс, пръстените на Сатурн, Венера и други планети. От 1899 година до 1908 година Гопчевич издава научно-популярното списание „Астрономише Рундшау“, в което защитава спорни идеи и критикува повечето от авторитетите в астрономията. В 1909 година затваря обсерваторията поради финансови проблеми.
В 1909 година заминава за САЩ, където пише стихове за 2 опери. В 1914 година се връща в Европа, установява се във Виена и се посвещава на политика и публицистика. Застава на астрофилски позиции и смята, че южните славяни трябва да се обединят под австрийската корона и да работят срещу Русия.
След войната се установява в Берлин. Умира през 1936 година в Берлин на 80-годишна възраст.

## Признание
- Носител е на орден „Свети Сава“.
- Лунният кратер Бренер е наименуван на Гопчевич от неговия приятел Филип Фаут.
- В 1993 година в Мали Лошин е построена нова обсерватория, наречена „Лео Бренер“.[4][5]